# 唐戸俊太郎
唐戸 俊太郎（からと しゅんたろう、11月1日 - ）は、日本の男性声優。東京都出身。マウスプロモーション所属。

## 略歴
2014年に東京アナウンスアカデミー卒業。2014年にマウスプロモーション附属俳優養成所入所。2016年にマウスプロモーション所属。

## 人物
趣味・特技は声帯模写（昭和の名優）、殺陣、映画鑑賞。

## 出演

### テレビアニメ
- パズドラクロス（2017年、部下）
- 名探偵コナン（2020年、溺れ男）
- パズドラ（2021年、客、青年1）
- 忍たま乱太郎（2023年、先生、忍者）
- チ。-地球の運動について-（2024年、助祭[2]）
- 一瞬で治療していたのに役立たずと追放された天才治癒師、闇ヒーラーとして楽しく生きる（2025年、ファッソ[3]）

### Webアニメ
- マウスどうぶつえん（2019年 、ウミネコのしゅんたろう）

### ゲーム
- ブレイドアンドソウル（2014年）
- 小林が可愛すぎてツライっ!!（2015年）
- ゴーストリコン ブレイクポイント（2019年、カイル）
- ファイナルファンタジーVII リバース（2024年）
- UFOロボ グレンダイザー たとえ我が命つきるとも（2024年、従者、山田、民間人） - 日本語版

### 吹き替え

#### 映画
- エブリシング・エブリウェア・オール・アット・ワンス
- キングスマン:ファースト・エージェント（アドルフ・ヒトラー〈ダフィット・クロス〉[4]）
- グレイハウンド（ワトソン〈トム・ブリトニー〉）
- グレイマン[5]
- ケイト
- コスメティック・ウォー わたしたちがBOOSよ!
- ザ・レイジ 果てしなき怒り
- ブラック・クランズマン（ジミー）
- プロジェクト・パワー
- ボルケーノ・アルマゲドン
- マダム・メドラー おせっかいは幸せの始まり
- 私は世界一幸運よ

#### ドラマ
- ウィッチャー（シルヴァン）
- X-ファイル（コルキット）
- オザークへようこそ（ペティ）
- オルタード・カーボン（ユキト）
- ザ・ラウデスト・ボイス-アメリカを分断した男-
- 神話クエスト:レイヴンズ・バンケット
- SUITS/スーツ
- スニーキー・ピート
- スペース・フォース
- ディファイアント・ワンズ: ドレー&ジミー（エミネム）
- ドラキュラ伯爵
- ナルコス:メキシコ編
- ノスフェラトゥ（ドリュー）
- ハンドメイズ・テイル/侍女の物語
- フォーリング・ウォーター
- BULL / ブル 法廷を操る男

#### テレビ番組
- ブリティッシュ ベイクオフ（グレン）
- ボンダイビーチ動物病院（アンドリュー）
- ルーザーズ: 失敗が教えてくれること

#### アニメ
- 悪魔城ドラキュラ -キャッスルヴァニア-（タカ[6]、役柄不詳[7]）
- ストレッチ・アームストロング＆フレックス・ファイターズ
- スパイ in デンジャー
- 失くした体
- パワーパフガールズ
- 百妖譜（通行人）

### オーディオブック
- トヨトミの野望 小説・巨大自動車企業（吉田拓也）[8]
- すぐ死ぬんだから[9]
- オーディオブック『流浪の月』（2023年、父[10]）